# Joanne Kiesanowski
Joanne "Jo" Kiesanowski (Christchurch, 24 de maig de 1979) va ser una ciclista neozelandesa que fou professional del 2005 al 2016. Va combinar el ciclisme en pista amb la ruta.

## Palmarès en pista
- 2006
  -  Campiona de Nova Zelanda en Puntuació
- 2007
  -  Campiona de Nova Zelanda en Puntuació
- 2009
  - Campiona d'Oceania en Puntuació
  - Campiona d'Oceania en Scratch

## Palmarès en ruta
- 2003
  -  Campiona de Nova Zelanda en ruta
- 2004
  - Vencedora d'una etapa al Nature Valley Grand Prix
- 2005
  - Vencedora d'una etapa a la Volta a Turíngia
- 2006
  - 1a a L'hora d'or femenina (CRE)
  - Vencedora d'una etapa al Novilon Euregio Cup
  - Vencedora d'una etapa al Tour de l'Aude
  - Vencedora d'una etapa al Gran Bucle
- 2008
  - Vencedora de 2 etapes al Mount Hood Cycling Classic
  - Vencedora d'una etapa al Tour de Bretanya
- 2009
  - 1a al Sea Otter Classic (circuit)
  - Vencedora d'una etapa a la Joe Martin Stage Race
- 2010
  - Vencedora d'una etapa a la Cascade Cycling Classic
- 2014
  - Vencedora d'una etapa a la Cascade Cycling Classic